# آرامگاه مخدوم‌قلی
آرامگاه مَخدوم‌قُلی احداث شده در سال‌های ۱۳۷۰ تا ۱۳۷۸ خورشیدی در شمال استان گلستان، شهرستان مراوه‌تپه، روستای آق‌تقه قدیم واقع شده است. این اثر در تاریخ ۲۶ اسفند ۱۳۸۶ با شمارهٔ ثبت ۲۲۲۵۱ به‌عنوان یکی از آثار ملی ایران به ثبت رسیده است.
این آرامگاه شامل مقبرهٔ مخدوم‌قلی فراغی شاعر ملی ترکمن‌ها (مرگ در ۱۱۶۹ یا ۱۱۷۶ ه‍.ش) و پدرش دولت محمد آزادی می‌شود.
در دهه ۱۳۷۰ بنایی بر روی این مقبره ساخته شد. مبتکر و طراح این آرامگاه، مرحوم مهندس آنه محمد نیازی بود.
این آرامگاه، در ۲۰ اردیبهشت ۱۳۷۸ با حضور صفرمراد نیازوف رئیس‌جمهور وقت ترکمنستان و عطاالله مهاجرانی وزیر وقت فرهنگ و ارشاد ایران افتتاح شد. هرساله در زادروز مخدوم‌قلی فراغی مراسمی با حضور مردم و مقامات دولت ایران و ترکمنستان در کنار این آرامگاه برگزار می‌شود. در سال ۱۳۸۹ اسفندیار رحیم مشایی رئیس دفتر رئیس‌جمهور در این مراسم از تخصیص دو میلیارد تومان برای سازمان‌دهی این مقبره خبر داد.

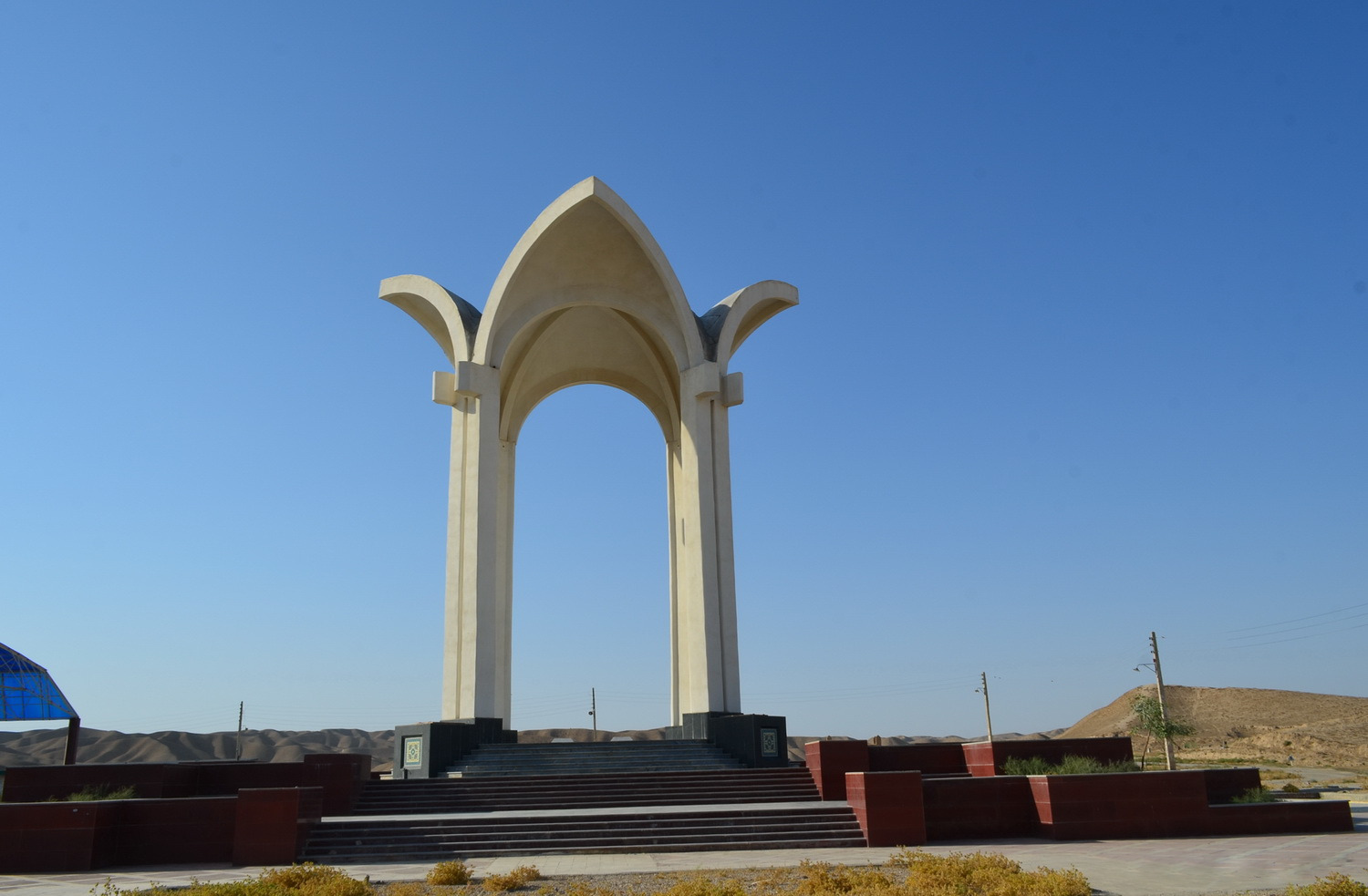